# 外村道子
外村 道子（とむら みちこ、1980年 - ）は、日本の女優。東京都出身。現在はACALINO TOKYOに所属。

## 人物
大阪芸術大学舞台芸術学科演技演出コース卒業。
東京都出身。3人兄弟の末っ子。O型。
新体操の名門、藤村女子高等学校体育コース卒業。3年間新体操部に所属。
趣味は海外旅行。今までに行った国は13ヶ国、18箇所。

## 出演

### 舞台
- 世田谷シルク『ブラック・サバンナ』（作・演出　堀川炎）
- 五反田団『五反田怪談2013』『五反田怪談2014』（作・演出　前田司郎）
- ブルドッキングヘッドロック『旅のしおり2013』（作・演出　喜安浩平）
- オーストラマコンドー『さらば箱舟』
- qui-co.『Butterfly』（作・演出　小栗剛）
- qui-co.『神の左手』（作・演出　小栗剛）
- 劇団　競泳水着『弄ばれて』（作・演出　上野友之）

### TV
- きみが心に棲みついた 第8話（TBS）
- Doctor-X 外科医・大門未知子 Season5 第3話（テレビ朝日）
- バイプレイヤーズ 第1話、第2話（テレビ東京）
- 逃亡医F 第2話（日本テレビ） - 看護師 役
- 仮面ライダーギーツ 第25話・第26話（テレビ朝日） - ショウタの母 役

### 映画
- なけもしないくせに（2016年、井上真行監督）

### CM
- ピザハット　春の新作彩りハーフシリーズ
- コンコルド　悪を食うパヤ　インタビュー夫婦篇＆主婦篇
- 難しい上司もこれで攻略！サラリーマン交渉バトルproduced by キリン のどごし＜生＞
- ヤマサ　鮮度生活TV-CF
- JAバンク住宅ローン
- コンコルド悪を食うパヤ　インタビュー篇
- ピザハット　春の新作彩りハーフシリーズ
- マルト水谷　速達生TV-CF

### WEB
- 缶コーヒーBOSS「ベンダーストーリー」ナレーション